# Maytenus chubutensis
Maytenus chubutensis är en benvedsväxtart som först beskrevs av Carlos Luis Spegazzini, och fick sitt nu gällande namn av Lourteig, O'donell och Herman Otto Sleumer Maytenus chubutensis ingår i släktet Maytenus och familjen Celastraceae. Inga underarter finns listade.